# Rothmannia macrocarpa
Rothmannia macrocarpa är en måreväxtart som först beskrevs av William Philip Hiern, och fick sitt nu gällande namn av Ronald William John Keay. Rothmannia macrocarpa ingår i släktet Rothmannia och familjen måreväxter. Inga underarter finns listade i Catalogue of Life.